# Drasteria hastingsii
Drasteria hastingsii là một loài bướm đêm thuộc họ Erebidae. Nó được tìm thấy ở British Columbia phía nam đến Oregon và California.
It was formerly được gọi là a subspecies của Drasteria mirifica.